# Torrente Soleo
Torrente Soleo este o arie protejată (arie specială de conservare — SAC, sit de importanță comunitară — SCI) din Italia întinsă pe o suprafață de 451 ha, integral pe uscat.

## Localizare
Centrul sitului Torrente Soleo este situat la coordonatele 39°06′52″N 16°39′02″E / 39.114444°N 16.650556°E.

## Înființare
Situl Torrente Soleo a fost declarat sit de importanță comunitară în septembrie 1995 pentru a proteja 3 specii de animale. Situl a fost protejat și ca arie specială de conservare în aprilie 2016.

## Biodiversitate
Situată în ecoregiunea mediteraneană, aria protejată conține 10 habitate naturale: Pajiști uscate seminaturale și facies de acoperire cu tufișuri pe substraturi calcaroase (Festuco-Brometalia) (* situri importante pentru orhidee), Cursuri de apă de la nivel de câmpie la nivel montan, cu vegetație Ranunculion fluitantis și Callitricho-Batrachion, Mlaștini turboase de tranziție și turbării mișcătoare, Pajiști cu Molinia pe soluri calcaroase, turboase sau argilos-nămoloase (Molinion caeruleae), Formațiuni ierboase bogate în specii de Nardus, dezvoltate pe substraturi silicioase în zone montane (și în zone submontane, în Europa continentală), Păduri de fag din Apenini cu Abies alba și păduri de fag cu Abies nebrodensis, Păduri aluvionare cu Alnus glutinosa și Fraxinus excelsior (Alno-Padion, Alnion incanae, Salicion albae), Fânețe de joasă altitudine (Alopecurus pratensis, Sanguisorba officinalis), Liziere de ierburi înalte hidrofile de câmpie și de nivel montan până la alpin, Păduri de pin (sub-) mediteraneene cu pini negri endemici.
La baza desemnării sitului se află mai multe specii protejate:
- amfibieni (1): Salamandrina terdigitata
- mamifere (2): lupul (Canis lupus), liliac cu picioare lungi (Myotis capaccinii)

Pe lângă speciile protejate, pe teritoriul sitului au mai fost identificate 22 de specii de plante, 6 specii de amfibieni, 2 specii de mamifere, 1 specie de reptile.